# Manuel Vara Ochoa
Manuel Máximo Vara Ochoa (Lima, 15 de mayo de 1933) es un ingeniero agrónomo y político peruano. Fue congresista de la república en el periodo 2000-2001 y ministro de la Presidencia durante el gobierno de Alberto Fujimori. También ejerció como ministro de Transportes y Comunicaciones en 1996.

## Biografía
Nació en la cuidada de Lima, el 15 de mayo de 1933.
Realizó estudios de Ingeniería Agrónoma en la Universidad Nacional Agraria La Molina donde también ejerció como profesor.

## Carrera política
Fue cofundador y militante del partido Cambio 90 liderado por Alberto Fujimori. Cuando Fujimori fue elegido como presidente de la república, Vara laboró como asesor en apoyo social de la presidencia desde 1994 hasta 1995.

### Ministro de Estado
Presidencia
El 2 de octubre de 1992, Fujimori lo nombró como ministro de la Presidencia en el gabinete ministerial liderado por Óscar de la Puente.
Estuvo permaneciendo en el cargo hasta febrero de 1994, donde renunció y fue reemplazado por Raúl Vittor Alfaro en el gabinete de Efraín Goldenberg. Vara siguió laborando en el régimen fujimorista.
Transportes y Comunicaciones
En enero de 1996, fue nombrado ministro de Transportes y Comunicaciones en reemplazo de Juan Castilla Meza.
Permaneció en el cargo hasta abril del mismo año, donde fue reemplazado por Elsa Carrera Cabrera.

### Congresista de la República
Para las elecciones parlamentarias del año 2000, decidió participar por primera vez en la política como candidato al Congreso de la República por la alianza Perú 2000 con el que Fujimori buscaba un tercer mandato presidencial. Culminando los resultados, Vara logró ser elegido con 71,887 para el periodo parlamentario 2000-2005.
En el parlamento fue miembro de la comisión de Educación.
Su cargo congresal fue reducido hasta julio del 2001 tras haberse difundido los Vladivideos y luego la renuncia de Alberto Fujimori desde Japón mediante un fax. Para las elecciones del 2001, postuló a la reelección sin tener éxito y de igual manera en las elecciones del 2006 por Alianza por el Futuro.

## Controversias
Manuel Vara fue denunciado ante el Congreso de la República en 2001 por el delito asociación ilícita tras descubrirse que Vara acudió al Servicio de Inteligencia Nacional y haber recibido $20.000 de manos de Vladimiro Montesinos para los gastos de su campaña durante las elecciones generales del año 2000.
También se le denunció acerca de utilizar el Ministerio de la Presidencia para promover su candidatura congresal.